# Jette Jensen (Enhedsliste-politiker)
 For alternative betydninger, se Jette Jensen. (Se også artikler, som begynder med Jette Jensen)
Jette Jensen (født 7. december 1958 i Skagen, død januar 2025 i Århus) var i perioden 2009-2017 medlem af Aarhus byråd for Enhedslisten. Jette Jensen var spidskandidat ved kommunalvalget i Aarhus Kommune 2009, hvor Enhedslisten fik netop 1 mandat. Ved kommunalvalget i Aarhus Kommune 2013 var Jette Jensen nr. 2 på listeopstillingen efter Maria Sloth.  Ved dette valg fik Enhedslisten 3 mandater.
Jette Jensen var uddannet folkeskolelærer og var i årene 1995-2002 formand for Aarhus Lærerforening.